# (958) Asplinda
(958) Asplinda és un asteroide del cinturó principal descobert per l'astrònom Karl Wilhelm Reinmuth en 1921 des de l'observatori de Heidelberg-Königstuhl, Heidelberg, Alemanya.
Porta el seu nom en honor de l'astrònom suec Bror Asplind.
(958) Asplinda pertany a la família Hilda.
S'estima que té un diàmetre de 47,08 ± 6,2 km. La seva distància mínima d'intersecció de l'òrbita terrestre és de 2,26536 ua. El seu TJ és de 3,017.
Les observacions fotomètriques recollides d'aquest asteroide mostren un període de rotació de 25,3 hores, amb una variació de lluentor de 10,71 de magnitud absoluta.